# Gloria (pel·lícula de 2024)
Gloria és una pel·lícula musical d'època del 2024. Es tracta d'una coproducció italo-suïssa, coescrita i dirigida per Margherita Vicario, que també va coescriure la banda sonora en el seu debut com a directora. És protagonitzada per Galatea Bellugi, Carlotta Gamba, Veronica Lucchesi, Maria Vittoria Dallasta i Sara Mafodda. La pel·lícula se centra en un grup de joves músics que inventen música pop a la Itàlia del segle xviii. S'ha doblat i subtitulat al català.
Va competir per l'Os d'Or del 74è Festival Internacional de Cinema de Berlín, on es va estrenar el 21 de febrer de 2024. La pel·lícula es va estrenar a Itàlia l'11 d'abril de 2024.